# Waterloo Hawks
I Waterloo Hawks furono una squadra della National Basketball League e della NBA con sede a Waterloo (Iowa).

## Storia della franchigia
I Waterloo Hawks furono fondati nel 1947 partecipando alla Professional Basketball League of America.
Nel 1948-49 disputarono la stagione nella National Basketball League
Nel 1949 la National Basketball League si fuse con la BAA formando la NBA; gli Hawks furono quindi un membro fondatore della NBA. Nel 1949-50, la loro prima ed unica partecipazione alla NBA, collezionarono 19 vittorie e 43 sconfitte terminando quinti su sei squadre nella Western Division.
Nel 1950-51 gli Hawks si spostarono nella National Professional Basketball League.

## Stagioni
| Stagione | Lega | Denominazione  | V  | P  | %    | Piazzamento | Play-off |
| -------- | ---- | -------------- | -- | -- | ---- | ----------- | -------- |
| 1947-48  | PBLA | Waterloo Hawks | 1  | 5  | 16,7 | 7º          | -        |
| 1948-49  | NBL  | Waterloo Hawks | 30 | 32 | 48,4 | 4º          | -        |
| 1949-50  | NBA  | Waterloo Hawks | 19 | 43 | 30,6 | 5º          | -        |
| 1950-51  | NPBL | Waterloo Hawks | 32 | 24 | 57,1 | 1º          | -        |